# Tetrorchis
Genre
Tetrorchis est un genre de Trachyméduses (hydrozoaires) de la famille des Rhopalonematidae.

## Liste d'espèces
Selon World Register of Marine Species (10 avril 2016), Tetrorchis comprend l'espèce suivante :
- Tetrorchis erythrogaster Bigelow, 1909